# 大序野古草
大序野古草（学名：Arundinella cochinchinensis）为禾本科野古草属的植物。分布在越南以及中国大陆的云南西部与南部等地，生长于海拔1,240米至2,000米的地区，一般生于路边草丛中或山坡草地，目前尚未由人工引种栽培。

## 别名
交趾野古草(禾本科图说)